# Julija Nikolić
Pour les articles homonymes, voir Nikolic.
Julija Nikolić (Portjanko) (en macédonien : Јулија Николиќ), née Iouliya Ihorivna Portianko (en ukrainien : Юлія Ігорівна Портянко (Ніколич)) le 20 avril 1983 à Dnipropetrovsk en RSS d'Ukraine (Union soviétique) et morte le 12 octobre 2021 à Skopje (Macédoine du Nord), est une handballeuse d'origine ukrainienne naturalisée macédonienne.

## Biographie
Le 3 juin 2012, après avoir participé à la qualification de la Macédoine pour l'Euro 2012, Julija Nikolić décide de mettre un terme à sa carrière internationale, même si elle participera finalement à l'Euro en terminant meilleure marqueuse macédonienne avec 14 buts en trois matchs
Le 2 juin 2013, elle est récompensée par la fédération de handball macédonienne pour l'ensemble de sa carrière.
Elle meurt le 12 octobre 2021 à Skopje à l'âge de 38 ans, d'un infarctus du myocarde.

## Palmarès
compétitions internationales
- Finaliste de la Ligue des champions en 2005 (avec Kometal GP Skopje)

compétitions nationales
- Vainqueur du Championnat de Macédoine (8) : 2004, 2005, 2006, 2007, 2008, 2009 (avec Kometal GP Skopje), 2014 et 2015 (avec Vardar Skopje)
- Vainqueur de la Coupe de Macédoine (8) : 2004, 2005, 2006, 2007, 2008, 2009 (avec Kometal GP Skopje), 2014 et 2015 (avec Vardar Skopje)
- Vainqueur du Championnat de France (1) : 2012 (avec Arvor 29)
- Vainqueur de la coupe de la Ligue française (1) : 2012 (avec Arvor 29)
- Troisième du Championnat de Russie en 2013
- Finaliste de la Coupe de Russie en 2013

### Sélection nationale
Avec la Macédoine, elle a participé à cinq compétitions internationales :
- 15e place au championnat du monde 2005
- 12e place au championnat d'Europe 2006
- 12e place au championnat du monde 2007
- 7e place au championnat d'Europe 2008
- 16e place au championnat d'Europe 2012